# Филлодия
Филлодия — аномальное развитие цветочной части в лиственных структурах. Обычно это вызывает фитоплазма или вирус. Филлодия полностью или частично поражает растение, и оно не сможет нормально формировать цветонос. Эту аномалию также называют филломорфия.

## Описание
Филлодия характеризуется частичной или полной заменой цветковых органов настоящими листьями. Филлодия может повлиять на прицветники, чашечки (чашелистики), венчик(лепестки), гинецей (плодолистики/пестик), и андроцей (тычинки). Филлодия может быть частичной, затрагивая только некоторые наборы цветочных органов или половину набора цветочных органов или он может быть полным, когда все цветочные органы заменены листьями.
Филлодия прицветников обычна среди растений, несущих соцветия-сережки. Они очень распространены среди представителей рода ''Подорожник''.
Чашелистики с филлодией обычно трудно обнаружить из-за того, что большинство чашелистиков уже напоминают листья. Однако внимательное изучение может выявить различия в жилковании нормальных чашелистиков и чашелистиков с филлодией. Полное развитие идеальных листьев из чашелистиков чаще встречается у цветов, имеющих соединенные чашелистики, чем у цветов с разделенными чашелистиками.
Филодию лепестков можно выразить как простое изменение формы и цвета или это может быть выражено как полностью сформированные листья. Чаще встречается у цветов с венчиками из отдельных лепестков (многолепестковые), чем у цветов, у которых лепестки срослись в единую трубку или чашеобразную структуру.
Филлодия тычинок встречается редко. Фактически, тычинки — наименее вероятно пораженный филлодией орган цветков. Это связано с тем, что тычинки являются наиболее дифференцированными органами цветов.

## Роль в селекции
В некоторых случаях наличие филлодии использовалось в селекции растений. Один из самых известных примеров — зеленая роза (Роза китайская),сорт розы, который демонстрирует зеленые листовые прицветники в плотных цветочно-подобных группах. В зеленой розе, искусственный отбор позволил выразить филлодии как устойчивую мутацию.